# Ben of Howth
Ben of Howth är en kulle i republiken Irland.   Den ligger i provinsen Leinster, i den östra delen av landet, 12 km öster om huvudstaden Dublin. Toppen på Ben of Howth är 146 meter över havet.
Terrängen runt Ben of Howth är platt. Havet är nära Ben of Howth åt sydost. Närmaste större samhälle är Dublin, 12,5 km väster om Ben of Howth. 
Klimatet i trakten är tempererat. 